# Иванов, Иван Иванович (комбайнер)
Ива́н Ива́нович Ивано́в (1922, Петроград — 1992, Карагандинская область) — передовик советского сельскохозяйственного производства, комбайнер совхоза «Новый путь» Осакаровского района Карагандинской области Казахской ССР, Герой Социалистического Труда (1972). Инвалид Великой Отечественной войны.

## Биография
Родился 14 сентября 1922 года в Петрограде в семье токаря Путиловского завода Ивана Устиновича Иванова и его жены Анны Ивановны (отец позже погиб на фронте, мать умерла в блокированном Ленинграде). Проживал на Ярославской улице, дом 13.
После окончания школы поступил в Ленинградский судостроительный техникум, так как с детства мечтал о море. Был членом ВЛКСМ.
В Красной армии с мая 1941 года. С первого же дня Великой Отечественной войны — в действующей армии. Воевал стрелком в подразделениях 576-го стрелкового полка 115-й стрелковой дивизии Ленинградского и Волховского фронтов в районе Невской Дубровки, на Невском пятачке, где получил тяжёлое ранение. Пройдя курс лечения в госпитале, вернулся в строй. Следующее ранение, полученное 14 ноября 1942 года от немецкой мины, которая взорвалась в нескольких метрах от бойца, оказалось ещё более серьёзным. И. И. Иванов, находившийся без сознания, был эвакуирован на правый берег Невы. Последовала долгая череда операций в различных тыловых госпиталях. В результате развившейся гангрены ему ампутировали левую голень и половину правой стопы. Были изготовлены протезы, на которых И. И. Иванову пришлось учиться ходить заново. В ноябре 1943 года комиссован из армии как инвалид II группы.
Выписавшись из госпиталя в Алма-Ате, И. И. Иванов отправился в Караганду с целью поступить работать на завод. Но там в связи с ослабленным здоровьем ему порекомендовали обустраиваться на селе. Прибыв в 1943 году в село Коллективное Осакаровского района, в отделение совхоза «Новый путь», он, несмотря на инвалидность, стал просить работу. И. И. Иванову сперва выделили лошадь, научили с ней обращаться, и он начал работать ездовым, подвозя воду в колхозные бригады, на животноводческие фермы. Трудился также в полеводческой бригаде, ходил за плугом, был косарем. На току он увидел огромные горы зерна, и у него, не понаслышке знакомого с блокадным голодом, возникло желание выращивать хлеб самому. Сперва он скрытно стал осваивать трактор. Затем уговорил бригадира сделать его прицепщиком, в 1954 году окончил курсы трактористов и наконец в 1957 году освоил комбайн. По воспоминаниям бывшего первого секретаря Осакаровского райкома партии Д. А. Чернова, И. Иванову работать приходилось нелегко:

Протезы носил. Как сейчас помню, работал Иванов стоя почему-то. В кабине трактора возил длинную палку-посох, обмотанную тряпкой. А за кабиной у него ведро болталось с мазью Вилькинсона. И вот устанет, бывало, остановится, обувь свою протезированную скинет, побултыхает палкой в ведре и мазью этой тягучей, коричневой свои культи смажет. А после прямо на эту жижу обувь опять натянет и дальше пашет.
— Одинцова А. Карагандинский герой Иван Иванов: легенды и мифы
В 1966 году И. И. Иванов вступил в КПСС.
За годы своей работы в совхозе он в совершенстве освоил многие марки тракторов и комбайнов, внёс целый ряд рационализаторских предложений по улучшению узлов и агрегатов сельхозтехники, стал наставником молодых механизаторов, завоевал звание «Ударник коммунистического труда». Он ежегодно перевыполнял свои социалистические обязательства, скашивая 500—700 гектаров зерновых и намолачивая по 350—500 тонн хлеба. Выработку на тракторе он доводил до 1500—2000 га при плане 1070. VIII пятилетку (1966—1970) он выполнил за три года, убрав хлеба́ с площади 2170 га. Особенно успешным для комбайнера стал 1972 год: он убрал хлеба́ на 520 га и намолотил 750 тонн зерна.
Указом Президиума Верховного Совета СССР от 13 декабря 1972 года «за большие успехи, достигнутые в увеличении производства и продажи государству зерна… и проявленную трудовую доблесть на уборке урожая» Ивану Ивановичу Иванову было присвоено звание Героя Социалистического Труда с вручением ордена Ленина и золотой медали «Серп и Молот».
Всесоюзную известность имя И. И. Иванова приобрело 15 марта 1974 года, когда Генеральный секретарь ЦК КПСС Л. И. Брежнев, выступая на торжественном заседании в Алма-Ате, посвящённом 20-летию освоения целинных земель, дал высокую оценку его боевым и трудовым подвигам. Герою тогда был вручён личный подарок от генсека — барельеф с изображением крейсера «Аврора» и выгравированной дарственной надписью: «Знатному механизатору Герою Социалистического Труда тов. Иванову Ивану Ивановичу от Генерального секретаря ЦК КПСС Брежнева Леонида Ильича в честь 20-летия освоения целинных земель. 15 марта 1974 г. Город Алма-Ата». В 1978 году он был упомянут и в книге Брежнева «Целина».
И. И. Иванов неоднократно избирался членом парткома совхоза, членом райкома Компартии Казахстана, депутатом Октябрьского сельского и Осакаровского районного Советов народных депутатов. В 1974—1984 годах он был депутатом Верховного Совета СССР 9—10-го созывов. Делегат XXV съезда КПСС (1976).
В апреле 1974 года, в дни XVII съезда ВЛКСМ, И. И. Иванову довелось повстречаться в Москве с человеком, на которого он равнялся всю свою послевоенную жизнь — Героем Советского Союза Алексеем Маресьевым, а также с другим Героем Социалистического Труда, первоцелинником Л. М. Картаузовым, также потерявшим на войне ноги. Тогда же он впервые за 32 года посетил свой родной город, побывал на Невском пятачке и на Пискарёвском кладбище, где похоронили его мать. Тогда же земляки с Кировского завода подарили И. И. Иванову именной трактор К-701, которым он потом очень гордился.
В 1975 году об И. И. Иванове был снят документальный фильм, позже в московском издательстве «Колос» вышла книга «Продолжение подвига».
Автор книги «От первых палаток» (Алматы: Изд-во «Кайнар», 1978. — 150 с.).
В 1983 году И. И. Иванов вышел на пенсию. С 1984 года — персональный пенсионер союзного значения.
Умер 30 марта 1992 года на 70-м году жизни. Похоронен на кладбище села Коллективное.

### Семья
Жена Евгения Егоровна Иванова (род. 1921), работала в совхозе дояркой. Три дочери и десять внуков.

## Память
В Осакаровском районе был учреждён переходящий Приз имени Иванова для награждения лучших комсомольско-полеводческих бригад. Именем Героя называли пионерские отряды в школах.

## Награды
- Герой Социалистического Труда (13.12.1972)
- два ордена Ленина (1966, 13.12.1972)
- орден Октябрьской революции (24.12.1976)
- орден Отечественной войны I степени (11.03.1985)
- орден Отечественной войны II степени (06.11.1947)
- медали СССР
- Почётная грамота Верховного Совета Казахской ССР